# Аль-Арабія
Аль-Арабі́я (араб. العربية, транслітерація: al-ʿArabiyyah; означає «Арабська») — міжнародний арабський інформаційний телеканал, який наразі базується в Ер-Ріяді та керується медіа-конгломератом MBC.
Канал є флагманом медіа-конгломерату, і тому це єдина позиція, що носить назву просто «Аль-Арабія» у своєму бренді.

## Історія
Канал «Аль-Арабія» був запущений 3 березня 2003 року, його центральний офіс базується в Дубай-Медіа-Сіті, Об'єднані Арабські Емірати. Першим спонсором стала виробнича компанія Middle East News (на той час її очолював Алі Аль-Хедейті), який сказав, що метою проекту було створення «збалансованої та менш провокаційної» альтернативи телекомпанії «Аль-Джазі́ра», яка на той час вже мала широкий успіх.
Безкоштовний канал «Аль-Арабія» щогодини транслює стандартні випуски новин, а також ток-шоу та документальні фільми. Ці програми в основному охоплюють поточні події, бізнес, фондові ринки та спорт. Серед глядачів на Близькому Сході вона входить до числа найкращих загальноарабських станцій. Веб-сайт новинної організації доступний арабською, англійською, урду та перською мовами. Станом на березень 2018 року споживачем номер один веб-сайту за країнами була Саудівська Аравія з 20 % усієї аудиторії телеканалу.
26 січня 2009 року Барак Обама дав своє перше офіційне інтерв'ю як президент США телеканалу «Аль-Арабія», доносячи мусульманському світу повідомлення про те, що «американці не є вашим ворогом», водночас повторюючи: «Ізраїль є сильним союзником Сполучених Штатів і не перестане ним бути». Білий дім безпосередньо зв'язався з головою вашингтонського бюро «Аль-Арабії» Хішамом Мелхемом за кілька годин до інтерв'ю та попросив його не оголошувати це повідомлення, доки адміністрація не опублікує офіційне оголошення .
Мамду Аль-Мухайні є генеральним менеджером «Al Arabiya Network» з жовтня 2019 року, змінивши колишнього менеджера Набіля Аль-Хатіба.
24 квітня 2020 року «Аль-Арабія» представила свої нові студію, графічний та аудіопакет, а також модифікований логотип під час першого великого ребрендингу мережі з моменту її запуску в 2003 році.
30 серпня 2021 року телекомпанія «Аль-Арабія» почала планувати перенесення діяльності з Дубая в Ер-Ріяд із заявленою метою «зробити 12 годин випусків новин із столиці Саудівської Аравії до початку січня». Цей крок стався на фоні наказів уряду Саудівської Аравії транснаціональним компаніям про перенесення своїх регіональних центрів у королівство до 2024 року.

## Контент і суперництво з «Аль-Джазіра»
У відповідь на критику від «Аль-Джазі́ра» до королівської родини Саудівської Аравії протягом 1990-х років, члени королівської сім'ї заснували «Аль-Арабія» в Дубаї в 2002 році. Цей телеканал став «запеклим конкурентом». Вважається, що «Аль-Арабія» є другим за частотою перегляду каналом після «Аль-Джазі́ри» в Саудівській Аравії. У 2008 році газета «Нью-Йорк Таймс» описала новий канал як «засіб лікування арабського телебачення від його схильності до радикальної політики та насильства».
«Аль-Арабія» транслював електронні листи Президента Сирії Башара Асада в 2012 році, які були оприлюднені опозиційними хакерами. Англомовний веб-сайт каналу також отримав електронні листи, які показують, що PR-агентство BLJ стоїть за сумнозвісним профілем першої леді Сирії Асми Асад у журналі «Vogue», тоді як режим її чоловіка був за розгром мирних демонстрацій у 2011 році.

## Основні програми[2]
- «Спеціальна місія» — це найтриваліша телевізійна програма «Аль-Арабія», яка займається журналістськими розслідуваннями та новинами. Вона транслюється на каналі «Al Arabiya Pan Arab», що базується в Дубаї. Прем'єра відбулася 19 жовтня 2003 року і передача все ще триває. Команда «Спеціальної місії» зробила свій внесок у встановлення атмосфери програми ще на ранніх етапах і з тих пір підтримує його. Основою передачі є концепція панорама-розслідування: програма щотижня детально розглядає одну тему, показуючи або програму місцевого виробництва, або відповідний документальний фільм у формі історій з багатьох куточків світу. «Спеціальна місія» отримала багато нагород за журналістські розслідування та розкрила багато резонансних історій. Яскравим прикладом з раннього етапу передачі було викриття шоу про жахливі умови життя багатьох дітей, які живуть у сільській місцевості Африки та Східної Азії. Розглядаються різні питання, такі як політика, економіка та релігія.
- Програма «Ідаа́т» (араб. إضاءات, що означає «Прожектори»), ведучий якої є Туркі Аль-Дакхіль, виходить щочетверга о 14:00 (за часом Саудівської Аравії) і триває одну годину. Шоу складається з особистих інтерв'ю з впливовими діячами регіону, такими як журналісти, письменники, активісти, політики тощо (програма наразі не транслюється).
- «Рауа́фад» (араб. روافد, що означає «Заможні»), режисером і ведучим є Ахмад Алі Ель-Зейн, транслюється раз на тиждень (середа о 17:30).  «Рауа́фад» — це серія документальних фільмів/інтерв'ю, присвячених світу мистецтва та культури. Серед гостей були письменники Тахар Бен Джелун, Гамаль Ель-Гітані, поети Адуніс, Ахмед Фуад Негм, Джумана Хаддад, музиканти, Марсель Халіфа та Насір Шамма. Багато провідних артистів, письменників і політиків арабського світу також з'явилися на шоу.
- «З Іраку» — соціально-політична, гуманітарна програма, яка прагне розкрити реалії всередині Іраку. Програма виходить в ефір щонеділі за авторством Майссуна Нуейхеда.
- «Усередині Ірану» — серіал, який зосереджується на журналістських розслідуваннях, насамперед про політичні, соціальні та економічні проблеми всередині Ірану.
- «Створення смерті» — це щотижневе мовлення, яке виходить у п'ятницю та присвячене глобальному терору. Шоу містить аналіз глобальних терористичних атак по всьому світу, висвітлює в центрі уваги релігійні, соціальні, економічні та політичні фактори. Програма також містить інтерв'ю з відомими діячами. Її ведучим є Мохаммед Алтумайхі.
- «Бізнес-профілі» — це щомісячна передача, яка містить детальний портрет регіональних бізнес-лідерів. Програма, як правило, слідкує за впливовою діловою людиною, у тому числі за межами її офісу, щоб краще зрозуміти їхній спосіб мислення. Передача була представлена Фатімою Захра Дауї у червні 2013 року.
- «Порядок дій» — це програма, що виходить щоп'ятниці, про інтерв'ю в прямому ефірі на суспільно-політичні теми. Передача досить сувора, а також доповнює атмосферу суперечливими фігурами, такими як Жан-Марі Ле Пен, Президент Сирії Башар аль-Асад та інші. Шоу веде Хасан Муавад.
- «Політичні мемуари» — це щотижнева програма, яка зосереджується на історичних подіях і слугує платформою для обговорення різних поглядів на окремі події, одночасно порівнюючи ці різні позиції з історичними документами. Передача представлена Тахером Бараке, і транслюється по п'ятницях.
- «Дипломатичні шляхи» — це щомісячна програма, присвячена ООН. Передача транслюється в прямому ефірі зі студій «Аль-Арабія» в штаб-квартирі Організації Об'єднаних Націй і містить інтерв'ю з високопоставленими посадовцями та дипломатами. Програма зосереджена на політичних, соціальних, наукових та гуманітарних питаннях, які розглядаються ООН, з акцентом на арабському та ісламському світі. Передачу веде Талал аль-Хадж, і вона транслюється в останню п'ятницю кожного місяця.
- «Studio Beirut» — щотижнева дискусійна програма, у якій беруть участь відомі гості з арабського світу. Передачу веде Жизель Хурі щонеділі.
- «Великий екран» — це щотижнева програма про тему кіноіндустрії, яка слугує розважальним шоу, зосередженим на знаменитостях і кіно в цілому. Передача забезпечує висвітлення новин галузі, майбутніх фільмів, кінофестивалів та інтерв'ю з лідерами кіноіндустрії, а також її знаменитостями. Ведучим є Надін Кірреш.

## Інвестиції та власність
Згідно з непідтвердженими даними, «Аль-Арабія» була заснована завдяки інвестиціям Middle East Broadcasting Center, а також інших інвесторів із Саудівської Аравії, Кувейту та країн Перської (Арабської) затоки. Через MBC саудівський принц Абдулазіз бін Фахд і його дядько по материнській лінії Валід бін Ібрагім аль-Ібрагім володіють і контролюють канал.
У березні 2012 року телекомпанія запустила новий канал «Аль-Ха́дас», який зосереджується виключно на широкому висвітленні політичних новин. У березні 2022 року «Аль-Арабія» придбала канал «Freeview» у Великій Британії після того, як він був доступний через сервіс потокового передавання «Vision TV», причому обидва канали доступні на каналі «Freeview 273».

## Послужний список і суперечки
«Аль-Арабію» критикували як руку зовнішньої політики Саудівської Аравії, або називали так, що Сполучені Штати назвали б це публічною дипломатією, оскільки канал розглядається як частина «узгодженої спроби Саудівської Аравії домінувати у світі кабельного та супутникового телебачення в арабському світі, і викраде грім Єгипту».
14 лютого 2005 року «Аль-Арабія» став першим новинним супутниковим каналом, який транслював новини про вбивство Рафіка Харірі — одного з його перших інвесторів. 9 жовтня 2008 року сайт «Аль-Арабія» був зламаний.
У 2009 році Кортні С. Радш заявила, що втратила роботу наступного дня після публікації статті про проблеми з безпекою в авіакомпанії «Emirates», тоді як «Аль-Арабія» стверджувала, що лише реструктуризувала англійський відділ.
2 вересня 2008 року Іран видворив керівника тегеранського бюро «Аль-Арабія» Хасана Фахса, третього кореспондента каналу, висланого з Ірану після того, як мережа відкрила офіс в Ірані. 14 червня 2009 року уряд Ірану наказав закрити офіс «Аль-Арабія» в Тегерані на тиждень за «несправедливе висвітлення» президентських виборів в Ірані. Через сім днів, на тлі протестів проти виборів у країні в 2009 році, офіс мережі був «закритий на невизначений термі» урядом.
В опублікованій колонці на веб-сайті «Аль-Арабія» англійською мовою, Хасан Фахс розповідає, чому він залишив Іран: він отримував прямі погрози арешту та вбивства від високопоставлених іранських чиновників, а також тривожні спроби цензурувати та контролювати висвітлення каналу.
У 2016 році «Аль-Арабія» звільнила 50 співробітників, у тому числі журналістів. Посилаючись на фінансові проблеми через низькі ціни на нафту, звільненим особам запропонували зарплату та допомогу протягом шести місяців.
У квітні 2017 року британський медіарегулятор «Ofcom» визнав «Аль-Арабію» порушником закону Великобританії про телерадіомовлення за трансляцію інтерв'ю з ув'язненим бахрейнським постраждалим від тортур. «Ofcom» дійшов висновку, що канал порушив приватне життя ув'язненого лідера бахрейнської опозиції та потерпілого від тортур Хасана Мушаїми, коли транслював його кадри, отримані під час його свавільного затримання в Бахрейні. Зрештою «Ofcom» наклав санкції на власника ліцензії «Al Arabiya News Channel FZ-LLC»: оштрафували їх на 120 000 фунтів стерлінгів, також вимагали транслювати вибачення в ефірі відповідно до інструкцій, що очікувалися з їхнього боку, і ніколи не повторювати трансляцію незаконного матеріалу за порушення в січні 2018 року після розгляду захисту каналу щодо ймовірних недоліків у рішенні «Ofcom». Потім канал «Аль-Арабія» відмовився від своєї ліцензії на трансляцію в наступному місяці після того, як проти нього було подано додаткову скаргу, цього разу Катарським інформаційним агентством через висвітлення в 2017 році ключової історії, розміщеної на веб-сайті останнього, яка «призвела до дипломатичної кризи в Катарі через підозрювані держави». За словами представника QNA Картера-Рука, канал спонсорував хакерські атаки спільно зі «Sky News Arabia» та іншими, що базуються в юрисдикціях антикатарських сторін конфлікту.

### Арабська критика
У листопаді 2004 року тимчасовий уряд країни заборонив «Аль-Арабія» робити репортажі з Іраку після того, як 16 листопада він транслював аудіозапис, нібито зроблений скинутим президентом Іраку Саддамом Хусейном. Також 7 вересня 2006 року уряд Іраку заборонив канал на один місяць за «неточне висвітлення». За словами самої телекомпанії, журналісти та співробітники «Аль-Арабія» зазнавали постійного тиску з боку офіційних осіб Іраку, щоб вони нібито «повідомляли історії, як їм продиктовано», а в 2014 році прем'єр-міністр Нурі Малікі знову погрожував заборонити «Аль-Арабія» в Іраку, закрити її офіси та веб-сайт. Зі свого боку, тодішній генеральний директор «Аль-Арабія» Абдулрахман аль-Рашед пообіцяв у своїй заяві, що канал новин і його дочірній канал «Аль-Хадас» продовжуватимуть висвітлювати цю історію в Іраку, незважаючи на «погрози Малікі», а також інші загрози з боку таких організацій, як ІДІЛ. Проте «Аль-Арабія» широко сприймається в Іраку як просаудівський і антишиїтський сектантський канал.
Через висвітлення вбивства Рафіка Харірі, починаючи з 2007 року, сирійські політики  «Аль-Арабію» неодноразово називали «аль-Яхудія» («єврейська») та «аль-'Ібрія» («івритська») через антиурядові та сприйняті проамериканські та проізраїльські упередження. Проте саму назву «аль-'Ебрія» («єврейська», «івритська») дають багато арабів станції аж до 2003 року за те, що дехто сприймає канал як відносно співчутливе висвітлення Ізраїлю (Френсіс, 2007).
У 2013 році саудівський учений Абдулазіз аль-Тарефе написав у Twitter: «Якби канал „Аль-Арабія“ існував за часів пророка (Мухаммада), лицеміри об'єдналися б за ним, а багатство Бану Курайзи було б витрачено лише на це.»
31 липня 2021 року міністерство зв'язку Алжиру оприлюднило заяву, у якій говориться про позбавлення «Аль-Арабії» операційної акредитації в Алжирі через «недотримання цим каналом правил деонтології та його використанням дезінформації та маніпуляцій».

### Вбиті та викрадені журналісти
У вересні 2003 року репортер «Аль-Арабія» Мазен аль-Тумейзі був убитий на камеру в Іраку, коли вертоліт США обстріляв натовп на вулиці Хайфа в Багдаді.
У лютому 2006 року троє репортерів «Аль-Арабії» були викрадені та вбиті під час висвітлення наслідків вибуху в мечеті в Самаррі, Ірак. Серед них був кореспондент Атвар Бахджат, громадянин Іраку.
У 2012 році кореспондент «Аль-Арабія» в Азії Бейкер Атіані був викрадений на Філіппінах озброєними бойовиками. Його звільнили через 18 місяців.

### Плагіат
У серпні 2015 року новинний сайт «Egyptian Streets» («Єгипетські вулиці») повідомив, що «Аль-Арабія» скопіювала «слово в слово» дві його статті. «Аль-Арабія» пізніше оновила одну зі статей і додала примітку, що в попередній версії «випадково» пропущено згадку та гіперпосилання на "Egyptian Streets ".

### Фейкові репортери
У 2020 році «The Daily Beast» («Щоденний звір») виявив мережу фальшивих персон, які використовувалися для передачі думок, пов'язаних із політикою уряду ОАЕ, до таких ЗМІ як «Аль-Арабія». Вони (канал) критично оцінюють роль Туреччини на Близькому Сході, також Катару та особливо його державне ЗМІ «Аль-Джазіра». На початку липня 2020 року Twitter призупинив роботу деяких облікових записів фейкових колумністів.

### Інтерв'ю з Арменом Саркісяном
Під час нагірно-карабахського конфлікту 2020 року канал брав інтерв'ю у президента Вірменії Армена Саркісяна про триваючу війну між Вірменією та Азербайджаном, під час якої президент Саркісян критикував Туреччину та Азербайджан за розпалювання конфлікту. У відповідь президент Туреччини Реджеп Таїп Ердоган звинуватив Саудівську Аравію та Об'єднані Арабські Емірати (власників каналу) у дестабілізації на Кавказі та Близькому Сході, у результаті чого голова Торгової палати Саудівської Аравії Аджлан Аль-Аджлан закликав до бойкоту турецьких товарів у відповідь на турецьке втручання та агресію.

## Онлайн
Додаткова інформація: Al Arabiya English
Інтернет-служба новин «Аль-Арабія» (alarabiya.net) була запущена в 2004 році, спочатку арабською мовою, у 2007 році до неї приєдналися англомовна служба, а в 2008 році — служби перською та урду. Канал також керує бізнес-сайтом, який охоплює фінансові новини та ринкові дані з Близького Сходу арабською мовою (alaswaq.net). Канал «Al Arabiya News» доступний у прямому ефірі на JumpTV та Livestation. Англомовний веб-сайт «Al Arabiya» було перезапущено в 2013 році, і тепер він містить автоматичні субтитри до новин і програм, які з'являються на каналі.
Під час протестів у Єгипті наприкінці січня 2011 року на веб-сайті «Аль-Арабія» виникали численні технічні проблеми. Сайт дуже часто перебував у мережі з такими повідомленнями про помилки, як, наприклад, «Веб-сайт не працює через інтенсивний трафік, з яким слід звертатися через кризи в Єгипті, і він повернеться протягом трьох годин (Час повідомлення: 11 GMT)».